# Les Quatre Cents Farces du diable
Pour plus de détails, voir Fiche technique et Distribution.
Les Quatre Cents Farces du diable est un film réalisé par Georges Méliès, sorti en 1906.

## Synopsis
L’ingénieur anglais William Crackford, amateur de records de vitesse, vend son âme à l’alchimiste Alcofrisbas – qui n’est autre que Satan – en échange de pilules magiques qui lui permettent de voyager selon ses désirs. Après une chevauchée céleste en compagnie de son valet John, avec un cheval apocalyptique et une voiture astrale, Crackford, entraîné aux enfers par Satan, finit sur un tourne-broche.

## Fiche technique
- Titre : Les Quatre cents farces du diable ou Les 400 farces du diable
- Réalisation : Georges Méliès
- Durée : 17 minutes
- Date de sortie : France : 1906